# 여자는 괴로워
"여자는 괴로워"는 한국에서 제작된 심우섭 감독의 1981년 영화이다. 김형곤 등이 주연으로 출연하였고 정진우 등이 제작에 참여하였다.

## 출연

### 주연
- 김형곤
- 문미경
- 배일집

## 기타
- 조명: 김태성
- 녹음: 이재웅